# Spencer Rattler
Spencer Rattler (* 28. September 2000 in Phoenix, Arizona) ist ein US-amerikanischer American-Football-Spieler auf der Position des Quarterbacks. Von 2019 bis 2021 spielte er College Football für die Oklahoma Sooners der University of Oklahoma. Ab der Saison 2022 spielte Rattler für die South Carolina Gamecocks. Im NFL Draft 2024 wurde Rattler in der fünften Runde von den New Orleans Saints ausgewählt.

## Frühe Jahre
Rattler wuchs in Phoenix, Arizona auf und besuchte dort die Pinnacle High School, an der er in der Footballmannschaft aktiv war. Dort spielte er als Quarterback und galt als eines der größten Talente seines Jahrgangs. Insgesamt konnte er in seinen vier Jahren an der Highschool den Ball für 11.083 Yards und 116 Touchdowns werfen, daneben konnte er mit dem Ball für über 1000 Yards und 14 Touchdowns laufen. Die 11.083 geworfenen Yards sind Rekord eines Highschoolquarterbacks im Bundesstaat Arizona. Während seines letzten Highschooljahres wurde Rattler für die Netflix-Dokumentation QB1: Beyond the Lights von einem Kamerateam begleitet. Nachdem er zunächst stark aufspielte, wurde er gegen Ende der Saison für die restlichen Spiele suspendiert. Dies wird auch in der Dokumentation thematisiert. Nichtsdestotrotz wurde er ins All-American Team und zum Elite 11 MVP gewählt.
Nach seinem Highschoolabschluss erhielt Rattler ein Stipendium der University of Oklahoma aus Norman, Oklahoma. Nachdem er in seinem ersten Jahr nur Backup für Jalen Hurts gewesen war und dementsprechend nur in drei Spielen zum Einsatz gekommen war, wurde er in der Saison 2020 zum Stammspieler für seine Mannschaft. Er kam in 14 Spielen zum Einsatz und konnte bislang insgesamt den Ball für 3112 Yards und 29 Touchdowns bei nur sieben Interceptions werfen. Daneben war er mit seinem Team sehr erfolgreich, so konnten sie 2019 und 2020 die Big 12 Conference sowie 2020 den Cotton Bowl Classic gewinnen. Außerdem wurde er 2020 ins First-Team All-Big 12 gewählt.
In der Saison 2021 verlor Rattler seine Position als Starting-Quarterback an Freshman Caleb Williams. Vor der Saison noch als einer der Favoriten auf die Heisman Trophy gehandelt, konnte Rattler die hohen Erwartungen nicht erfüllen, weswegen er teils von den eigenen Fans ausgebuht wurde. Im Red River Showdown gegen die Texas Longhorns wurde er auf die Bank gesetzt, als die Sooners mit 20:35 in Rückstand lagen. Mit Williams als Quarterback gewann Oklahoma das Spiel letztlich mit 55:48, woraufhin er in der folgenden Woche zum neuen Starter ernannt wurde. Daraufhin entschied er sich am 29. November 2021, Oklahoma zu verlassen und über das Transfer Portal zu einer anderen Schule zu wechseln. Er entschied sich für die South Carolina Gamecocks der University of South Carolina.
An seiner neuen Schule wurde er auf Anhieb Stammspieler als Quarterback. In jedem seiner beiden Jahre in South Carolina konnte er den Ball für mehr als 3000 Yards werfen. Insgesamt warf er so den Ball für 6212 Yards und 37 Touchdowns, allerdings bei 20 Interceptions. Insgesamt konnte er in seiner College-Karriere den Ball für 10807 Yards und 77 Touchdowns bei 32 Interceptions werfen. Am 19. November 2022 konnte er beim Spiel gegen die Tennessee Volunteers der University of Tennessee insgesamt sechs Touchdownpässe werfen, wodurch er einen neuen Universitätsrekord aufstellte. Nach seinem ersten Jahr erreichte er außerdem mit seinem Team den Gator Bowl, den sie jedoch mit 38:45 gegen die University of Notre Dame verloren. Nach Ablauf der Saison 2023 wurde er als Teilnehmer in den Senior Bowl eingeladen. Außerdem gab er bekannt, dass er am NFL Draft 2024 teilnehmen werde.